# رایان مالگرینی
رایان مالگرینی (به انگلیسی: Ryan Malgarini) (زاده ۱۲ ژوئن ۱۹۹۲) بازیگر آمریکایی است.
از فیلم‌های معروف او می‌توان به بازی در جمعه عجیب و معما اشاره کرد.